# Швейцария на «Евровидении-1957»
Швейцария приняла второй раз участие на конкурсе на «Евровидении 1957», проходившем в Франкфурте-на-Майне, ФРГ, 3 марта 1957 года. На конкурсе её вновь представляла Лиз Ассиа с песней «L'enfant que j'étais», выступившая последней, под номером 10. Ассиа не удалось повторить успех прошлого года, в этом году она заняла всего лишь 8 место, получив 5 баллов.
Комментатором конкурса для Швейцарии в этом году стал Жорж Арди (TSR).  Глашатаем от страны стал Мэни Вебер. Ассиа выступила в сопровождении оркестра под руководством Вилли Беркинга.

## Национальный отбор
Национальный отбор прошёл 11 февраля 1957 года в Санкт-Мориц. В отборе приняли участие трое эстрадных певцов: Джо Роланд, Лиз Ассиа и Gianni Ferraresi. Лиз Ассиа, как и год назад, представила 5 песен. Победной песней стала композиция «L’enfant que j'étais». Композиция была выбрана 4-мя региональными жюри.
| №  | Артист           | Песня                             |
| -- | ---------------- | --------------------------------- |
| 1  | Джо Роланд       | «La vie»                          |
| 2  | Лиз Ассиа        | «L’enfant que j'étais»            |
| 3  | Gianni Ferraresi | «Lasciami Tranquillo»             |
| 4  | Лиз Ассиа        | «Derrière la cathedrale»          |
| 5  | Gianni Ferraresi | «Nel mio carnet»                  |
| 6  | Gianni Ferraresi | «Bellissima»                      |
| 7  | Джо Роланд       | «Avec vingt sous»                 |
| 8  | Лиз Ассиа        | «Musst Du Schon Geh’n»            |
| 9  | Джо Роланд       | «Quand je rêve»                   |
| 10 | Лиз Ассиа        | «Ein Trautes Lied Vom Turm Herab» |
| 11 | Лиз Ассиа        | «Ça n’epechera pas»               |

## Страны, отдавшие баллы Швейцарии
Жюри каждой страны из десяти человек распределяло 10 баллов между понравившимися песнями
| Отдали Швейцарии… | Отдали Швейцарии…          |
| 2 балла           | 1 балл                     |
| ----------------- | -------------------------- |
| Дания             | Германия Люксембург Италия |

## Страны, получившие баллы от Швейцарии
| 7 баллов | Нидерланды     |
| 2 балла  | Великобритания |
| 1 балл   | Бельгия        |